# Партизанский рейд
Партизанский рейд — передвижение и боевые действия партизанских формирований в тылу противника с целью активизации народного сопротивления в новых районах, нанесения ударов по крупным транспортным узлам и военно-промышленным объектам, поднятия морального состояния жителей оккупированных территорий, оказания помощи народам соседних стран в их борьбе с противником.

## Рейды по территории СССР
Партизанские рейды получили широкое распространение во второй и третий периоды Великой Отечественной войны. Только в рейдах, проведённых по заданиям штабов партизанского движения, участвовало более 100 крупных партизанских формирований.
В 1941—1942 года важное значение имели рейды:
- отрядов Ленинградской области в районах Пскова, Новгорода, Порхова и Старой Руссы (июль—сентябрь 1941 года);
- отряда шахтёров Донбасса (ком. И. Ф. Боровик) по территории Житомирской, Киевской, Черниговской, Гомельской и Орловской области (октябрь—декабрь 1941 года), группы белорусских отрядов (ком. В. 3. Корж) по Минской области (март 1942 года);
- отряда А. К. Флегонтова с территории Калининской области в район Осиповичи Могилёвской области (сентябрь—октябрь 1942 года);
- корпуса под ком. В. В. Разумова и А. И. Штрахова по западным районам Калининской области (сентябрь—октябрь 1942 года);
- отряда «Тринадцать» (ком. С. В. Гришин) по Смоленской области (февраль—апрель 1942 года);
- ленинградских и латышских партизан из Ленинградского партизанского края к границам Латвии (июнь—июль 1942 года);
- отряда Г. М. Линькова из Витебской в Пинскую область (июль 1942 года);
- соединения С. А. Ковпака и С. В. Руднева на Сумщину из Хинельских лесов (на стыке Брянской и Курской областей) (декабрь 1941—февраль 1942) и из Брянских лесов (май—июль 1942 года);
- два соединения под командованием Ковпака и Сабурова совершили из Брянских лесов 700-км рейд и в середине ноября вышли на Правобережную Украину (октябрь—ноябрь 1942 года).

Зимой 1942—1943 года в ходе рейда мощные удары по тылам врага нанесли соединения Ковпака, Я. И. Мельника, М. И. Наумова, Г. Н. Арбузова и А. Ф. Фёдорова. Особенно успешным был рейд соединения Наумова, которое за 65 суток совершило 2400-км рейд по территории Сумской, Полтавской, Кировоградской, Одесской, Винницкой и Житомирской областей (февраль—апрель 1943 года).
Летом и осенью 1943 крупные рейды проведены:
- соединением Мельника из Полесья в район Винницы (июнь—август);
- соединением Фёдорова из Житомирской в Волынскую область (июнь—июль);
- соединением Ковпака из Украинского Полесья в Карпаты до границы с Венгрией («Карпатский рейд», июнь—сентябрь);
- соединениями Ф. Ф. Тараненко, В. Е. Самутина и Ф. Ф. Капусты из Минской в Белостокскую и Брестскую область (сентябрь—декабрь).

## Рейды за пределы СССР
В 1944 году партизанские отряды и соединения проводили рейды за пределы СССР. Зимой и весной в пределы Польши вступили соединения и отряды П. П. Вершигоры, A. Е. Андреева, И. А. Артюхова, И. Н. Банова, В. А. Карасёва, Г. В. Ковалёва, М. Я. Наделина, Н. А. Прокопюка, С. А. Санкова, В. П. Чепиги, Б. Г. Шангина, Н. Н. Яковлева, В. М. Яремчука и другие, которые в тесном взаимодействии с польской Армией Людовой развернули борьбу в тылу врага (всего на территории Польши действовали 7 соединений и 26 отдельных крупных партизанских отрядов).
В июле—сентябре проведены рейды на территории Чехословакии (всего около 20 соединений и отрядов, в том числе под командованием Л. Е. Беренштейна, В. А. Карасёва, В. А. Квитинского, А. И. Курова, B. С. Манцева, Н. А. Прокопюка, А. П. Шарова, М. И. Шукаева).
За границами СССР рейдировали также и партизанские формирования, созданные на базе десантированных организаторских групп П. А. Величко, Е. П. Волянского, И. Д. Дибровы, А. С. Егорова, В. А. Кузнецова, В. П. Логвиненко, Ф. М. Макарова, Д. М. Резуто, А. С. Садиленко, А. А. Спежинского.

## В литературе
После Великой Отечественной войны партизанские рейды описаны в художественной, документальной и мемуаристической литературе:
- П. П. Вершигора «Люди с чистой совестью» (1946 год)
- П. П. Вершигора «Карпатский рейд» (1950)
- С. А. Ковпак «От Путивля до Карпат» (1949)
- М. И. Наумов «Хинельские походы» (1953)
- П. П. Вершигора «Рейд на Сан и Вислу» (1959)
- М. И. Наумов «Степной рейд» (1961)
- П. П. Вершигора, В. А. Зеболов «Партизанские рейды» (1962)
- С. А. Ковпак «Из дневника партизанских походов» (1964)
- Д. И. Бакрадзе «Карпатский рейд» (1968)
- М. И. Наумов «Западный рейд» (1969)
- Д. Т. Бурченко «Рейд к Южному Бугу» (1978)
- Я. И. Мельник 554 дня партизанской войны: дневники, документы. Архивная копия от 25 марта 2016 на Wayback Machine М., 2006 г.